# Bundesautobahn 143
Die Bundesautobahn 143 (Abkürzung: BAB 143 oder A 143) ist eine Autobahn in Sachsen-Anhalt und soll künftig der Westumfahrung von Halle dienen. Sie soll, nach Fertigstellung, die Autobahnen 14 und 38 verbinden und ist Teil der sogenannten Mitteldeutschen Schleife.
Bisher ist der südliche Teil zwischen der A 38 südlich von Halle und der B 80 westlich von Halle bei Bennstedt unter Verkehr. Der nördlich anschließende Abschnitt bis zur A 14 im Norden von Halle ist inzwischen im Bau,  nachdem der Trassenbau bei Brachwitz und Salzmünde aufgrund von Verstößen gegen das Naturschutzrecht zunächst untersagt worden war. Nach einem neuen Planfeststellungsbeschluss 2019 erfolgte der Baustart für diesen Abschnitt am 3. Dezember 2019. Die Fertigstellung dieses Abschnitts und der Autobahn 143 ist für Ende 2028 geplant.

## Bauvorhaben
Nach der Wende wurde die A 143 als eines der Verkehrsprojekte Deutsche Einheit festgelegt. Im Bundesverkehrswegeplan 1992 wurde die Autobahn als vordringlicher Bedarf eingestuft.
Vorgesehen ist ein vierstreifiger Neubau zuzüglich Standstreifen mit einem Regelquerschnitt von 29,5 Metern auf der gesamten Länge.

## Stand der Realisierung

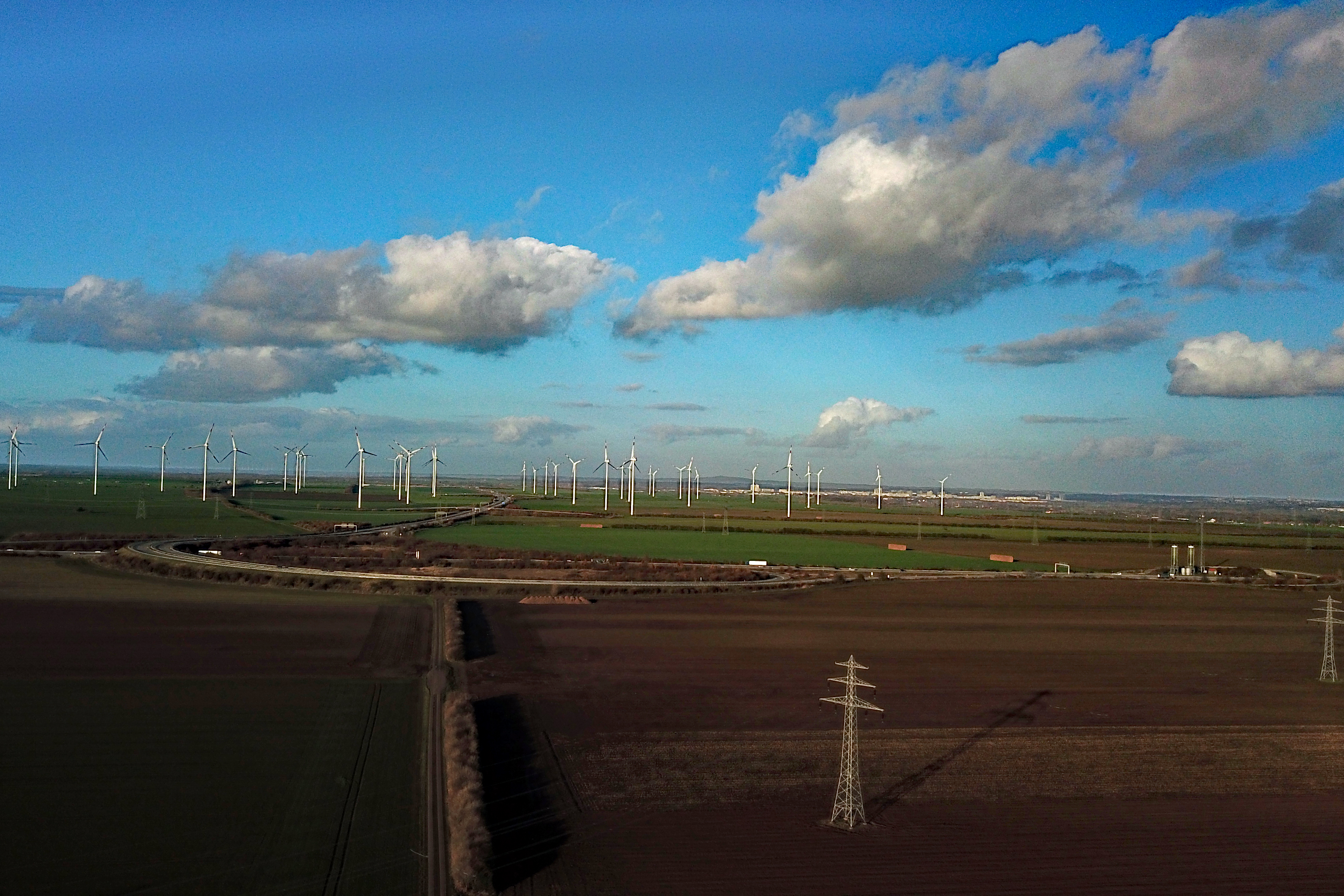
Beginn der A 143 am Dreieck Halle-Süd

Der südliche Teil zwischen dem Autobahndreieck Halle-Süd und der Anschlussstelle (AS) Halle-Neustadt ist seit 2003 (Dreieck Halle-Süd bis AS Holleben) bzw. 2004 (AS Holleben-AS Halle Neustadt) freigegeben.
Gegen den Bau des nördlichen Teilstücks bis zum Autobahndreieck Halle-Nord, welches das Saaletal durchqueren soll, reichte der NABU Halle am 28. Juni 2005 Klage ein. Die betroffene Porphyrkuppenlandschaft ist durch das europäische Naturschutzrecht insbesondere als Fauna-Flora-Habitat geschützt.
Das Bundesverwaltungsgericht in Leipzig hat am 17. Januar 2007 durch ein Urteil den Weiterbau der A 143 in diesem nördlichen Abschnitt untersagt. Der Planfeststellungsbeschluss vom Mai 2005 für die geplante Westumfahrung der Stadt Halle sei rechtswidrig, da er gegen EU-Recht zu Fauna-Flora-Habitat-Gebieten verstoße. Das ergänzende Planfeststellungsverfahren wurde im September 2009 eingeleitet und die zugehörigen Planfeststellungsunterlagen im Oktober 2009 veröffentlicht. Die Einwendungsfrist endete am 27. November 2009. Der NABU Halle hat Einwendungen gegen die Wiederaufnahme der Bauarbeiten eingelegt.
2008 wurde von der DEGES ein artenschutzrechtlicher Fachbeitrag als Ergänzung zum Planfeststellungsverfahren erstellt.
Vom 26. bis 29. September 2016 fand in Bennstedt der Erörterungstermin des Landesverwaltungsamtes statt. Nachdem die dort vorgebrachten Einwendungen weitgehend abgewiesen wurden, stand ein neuer Planfeststellungsbeschluss an, der am 16. April 2018 veröffentlicht wurde.
Die Saalebrücke bei Salzmünde ist mit 1175 m Länge das komplizierteste Bauwerk. Für den fehlenden Streckenabschnitt waren ursprünglich Kosten von 80 Millionen Euro veranschlagt, die sich zwischenzeitlich auf 150 Millionen Euro und im Jahr 2010 weiter auf 240 Millionen Euro erhöhten. Die Bauzeit für den 12 km langen Abschnitt würde etwa 5 bis 6 Jahre betragen. Die Baukosten wurden im Juni 2019 auf 350 Millionen Euro geschätzt.
Der Naturschutzbund NABU Halle gab am 24. Mai 2018 bekannt, nicht erneut vor dem Bundesverwaltungsgericht gegen den Weiterbau zu klagen, obwohl er die Autobahn nach wie vor ablehnt. Die Bürgerinitiative Saaletal und der Arbeitskreis Hallesche Auenwälder unterstützten kurz darauf die Klage eines Unternehmers gegen den aktuellen Planfeststellungsbeschluss, mit dem Ziel, den Bau vor dem Bundesverwaltungsgericht endgültig zu stoppen, da dieser sein Kaolin-Abbaurecht durch den Autobahnbau gefährdet sieht. Das Hauptverfahren gegen den Planfeststellungsbeschluss wurde am 12. Juni 2019 entschieden. Die Klage wurde abgewiesen, die Autobahn kann damit fertiggestellt werden. Baubeginn war der 3. Dezember 2019.
Im Januar 2022 wurde die Schätzung der Baukosten für den knapp 13 km langen Abschnitt auf 443 Millionen Euro erhöht. Die veranschlagten Baukosten lagen 2024 bei 725 Millionen Euro. Die voraussichtliche Fertigstellung wurde in einer Bürgersprechstunde im Mai 2025 auf Ende des Jahres 2028 prognostiziert. Am 23. Juli 2025 wurde eine Erhöhung der Finanzierung um 450 Millionen Euro bekannt. Damit liegen die Gesamtkosten bei 1175 Millionen Euro.

## Kritik von Umweltschützern
Die Klage von Anwohnerinitiativen und dem NABU Halle vor dem Bundesverwaltungsgericht thematisierte insbesondere die durch die Autobahn stark bedrohte Hallesche Porphyrkuppenlandschaft und die Muschelkalkhänge bei Lieskau, die unter dem besonderen Schutz der Europäischen Union stehen.
Vom NABU Halle und in einer nicht eingereichten Petition „Wissenschaftler und Künstler für den Erhalt des unteren Saaletals“ wurden an Stelle der Realisierung der A 143 zwei Alternativen vorgeschlagen, zum einen die Bundesstraße 180 zwischen Eisleben und Aschersleben und zum anderen der Bau einer Südumfahrung der Bundesstraße 80 für Halle. Eine solche Umgehungsstraße kann jedoch von der Stadt Halle nicht finanziert werden. Mit den Geldern, die für die A 143 bereitstehen, sei laut NABU eine Umgehungsstraße bequem finanzierbar.
Ein weiteres Argument der Umweltschützer ist, dass innerstädtischer Verkehr nicht auf eine stadtferne Autobahn verlagert und die A 143 keinen großen Beitrag zur Verkehrsentlastung der Stadt Halle leisten könne.

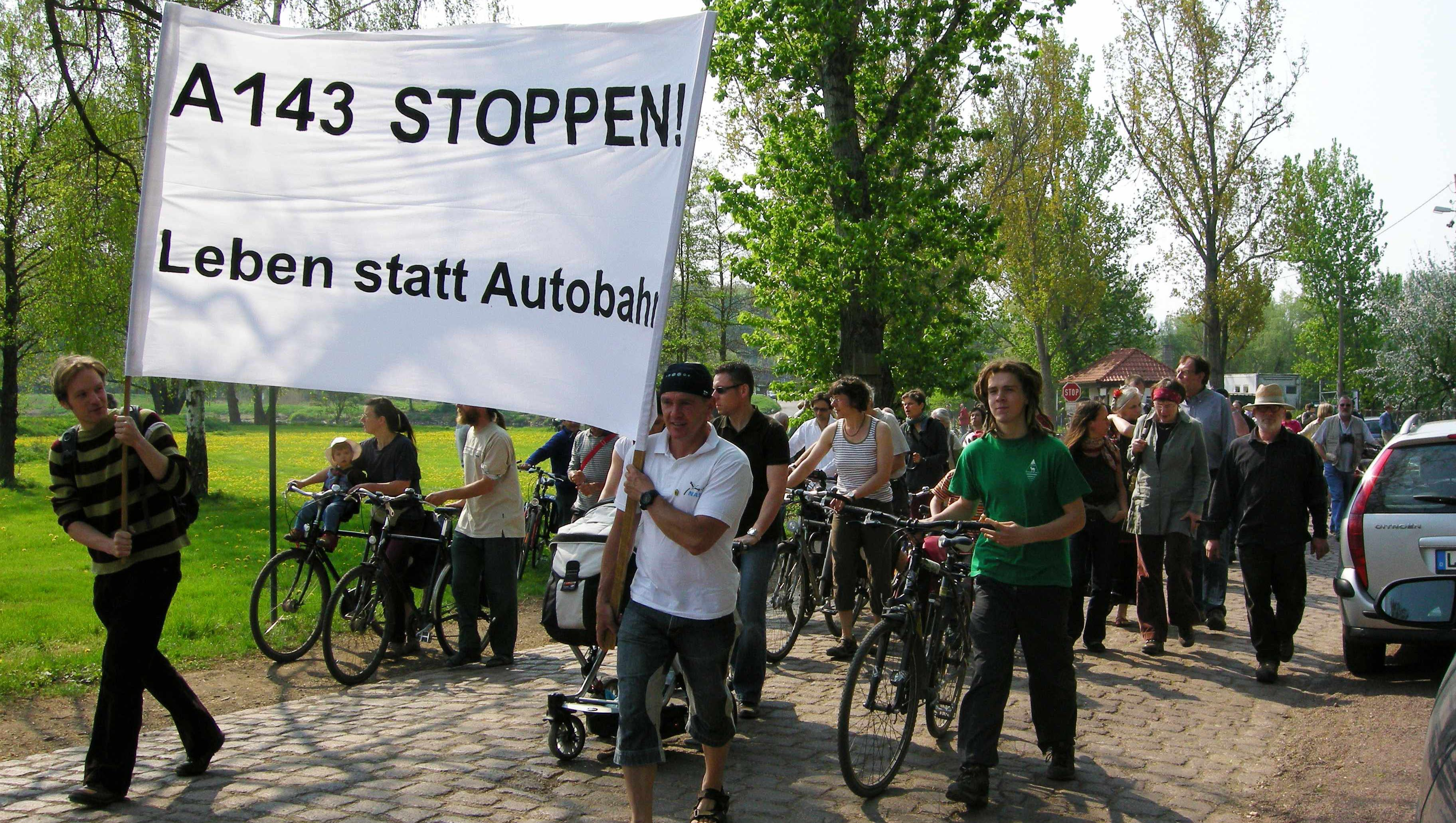
Demonstranten im Mai 2011 in Brachwitz

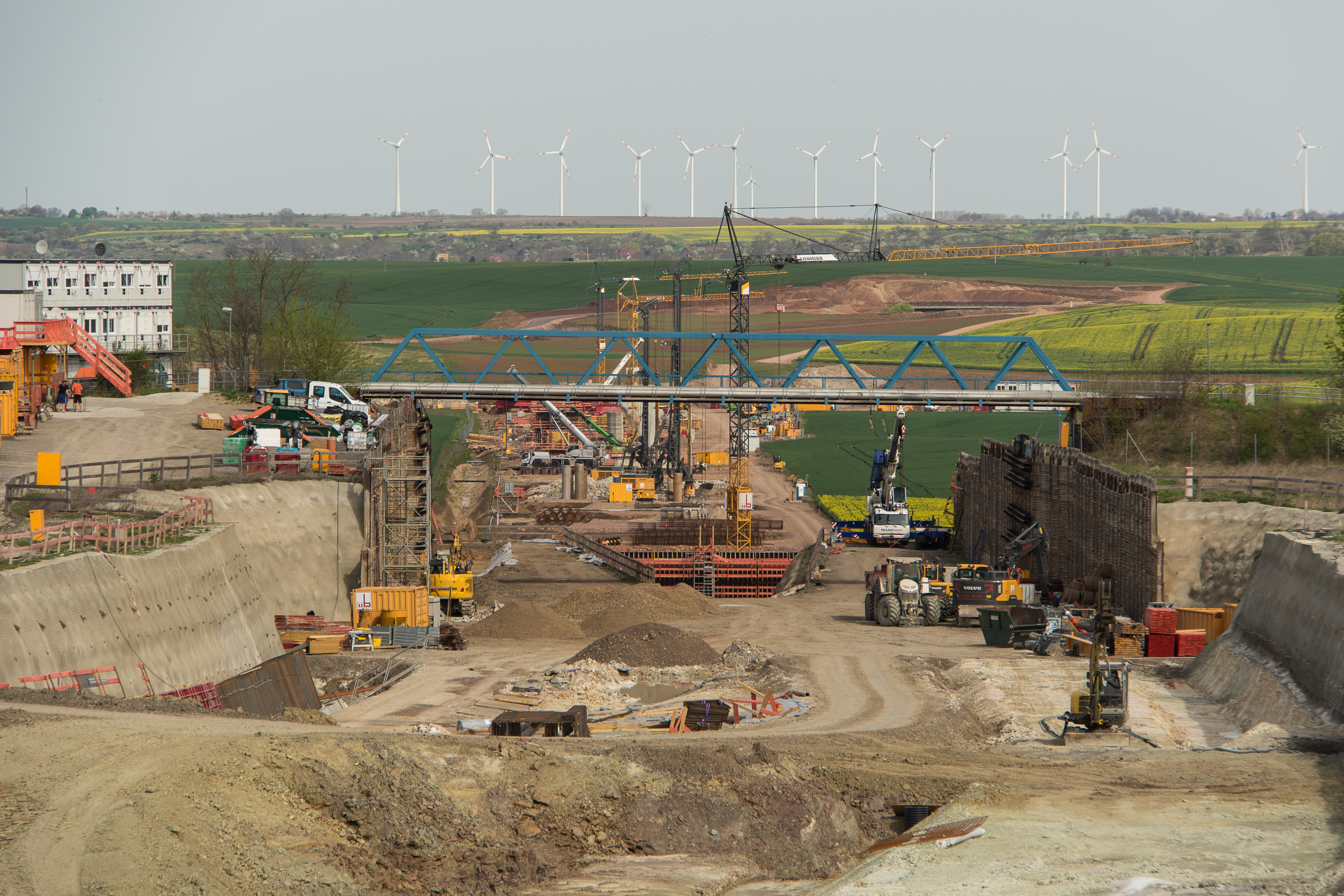
Bauarbeiten im Bereich Salzmünde (April 2024)

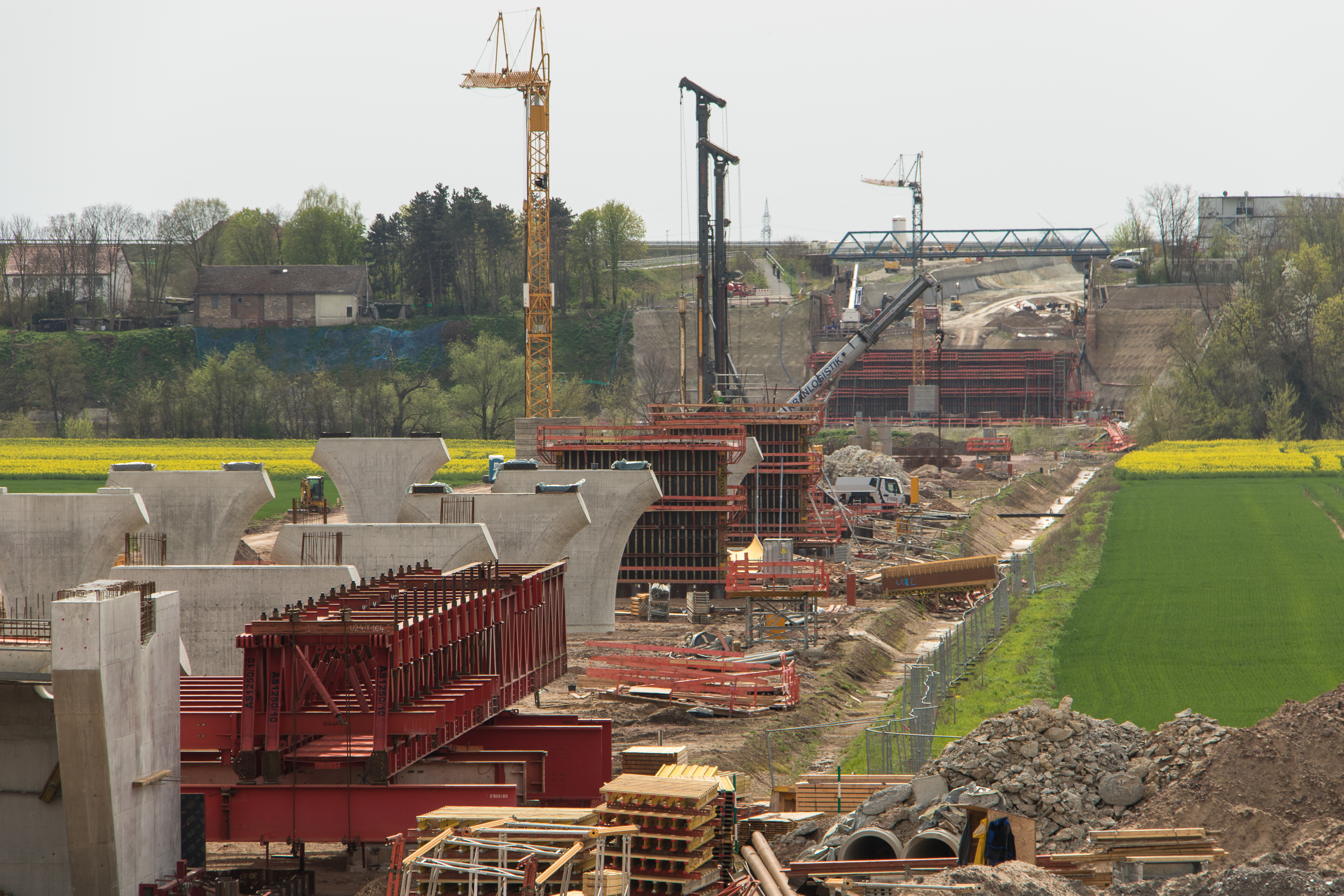
Bauarbeiten an der Saaletalbrücke (April 2024)

Im Juni 2011 hat sich im Anschluss an einen ersten Ostermarsch und ein neues Planfeststellungsverfahren die Bürgerinitiative Saaletal gegründet, mit dem expliziten Ziel, die „Natur und Kulturlandschaft vor der Zerschneidung durch die Autobahn zu bewahren“.
In der Nacht vom 4. auf den 5. Juni 2021 drangen vermummte Mitglieder des laut Bundesamt für Verfassungsschutz linksextremistisch beeinflussten Bündnisses Ende Gelände in die Baustelle der Anschlussstelle der BAB 143 an die L 159 ein und brachten an einem Baukran ein Transparent für eine „klimagerechte Verkehrswende“ an.
Im November 2022 hat die BI-Saaletal zusammen mit dem NABU Deutschland eine Vertragsverletzungsbeschwerde gegen die Bundesrepublik bei der EU eingereicht. Die EU-Kommission soll demnach eine Strafzahlung verhängen wegen Verletzung des Gleichbehandlungsgebotes und Nicht-Anrufung des europäischen Gerichtshofes durch das Bundesverwaltungsgericht.

## Standpunkt der Befürworter
Die damalige Oberbürgermeisterin von Halle, Dagmar Szabados, übergab der Landesregierung im Februar 2012 rund 5000 Unterschriften für den Weiterbau der Autobahn. Unter anderem fordert auch der Handwerkstag Sachsen-Anhalt die schnelle Fertigstellung der A 143, da ohne sie weiterer wirtschaftlicher und ökologischer Schaden entstehe.
Der damalige Verkehrsminister Thomas Webel führte als Argument für den nötigen Weiterbau unter anderem die Sperrung der A 14 im Juni 2012 an, bei der es mehrere Tage zu Staus mit stundenlanger Verzögerung kam. Weitere Punkte seien die Entlastung im überregionalen Verkehr sowie die existentielle Bedeutung für die Wirtschaft der Region. Die derzeitigen Transporte über die B 80 und die Saalequerung seien teilweise mit erheblichen Umwegen, zusätzlicher Zeit und Mehrkosten verbunden.
Der damalige Saalekreis-Landrat Frank Bannert sah die Notwendigkeit der Westumfahrung nicht nur für Halle, sondern auch für die Wirtschaft des Saalekreises sowie die beiden Chemiestandorte Schkopau und Leuna. Laut Halles Stadtsprecher Drago Bock leide Halle massiv unter dem Durchgangsverkehr.
Im Wahlkampf in Sachsen-Anhalt im Frühjahr 2016 plakatierte die CDU A 143 JETZT – GEGEN DIE KLAGEFLUT DER BLOCKIERER. Der NABU Halle sprach von „Parolen“, die gegen ihn gerichtet seien, obwohl er mit der Klage lediglich achtgebe, „dass die bestehenden Gesetze eingehalten werden“.